# Operația de la Flămânda
Ofensiva Flămânda (sau Manevra Flămânda), care a avut loc între 29 septembrie și 5 octombrie 1916, a fost o bătălie peste Dunăre a Armatei a II-a a României în timpul Primului Război Mondial. Aceasta a reprezentat un efort consecvent făcut de Armata Română pentru a opri înaintarea spre sud a Puterilor Centrale conduse de feldmareșalul August von Mackensen. Bătălia s-a încheiat prin victoria tactică a Puterilor Centrale.

## Preliminarii
România a intrat în Primul Război Mondial în august 1916, când forțele române au avansat  în Transilvania trecând de granița Munților Carpați. Forțele române au învins numărul mic de trupe austro-ungare cu baze în zona granițelor și au avansat în teritoriul Austro-Ungariei, dar au fost oprite rapid. Între timp, armata Puterile Centrale formată din trupe germane, bulgare și turce conduse de feldmareșalul August von Mackensen au intrat în Dobrogea în sud-estul României.
Întrucânt amenințarile erau mai mari decât s-ar fi așteptat, Consiliul de Coroană al României decide întărirea Armatei a III-a Române, condusă de generalul Alexandru Averescu, cu 150.000 de soldați. Prin urmare Averescu formează a III-a Armată compresând 15 divizii și plănuiește contraatacarea forțelor lui Mackensen de dincolo de Dunăre. Planul a constat în atacarea armatei Puterii Centrale din spate trecând Dunărea la Flămânda, în timp ce prima linie româno-rusă trebuia să atace la sud Cobadinul și Kurtbunar (astăzi Tervel, Regiunea Dobrici). Ideea era blocarea armatei lui Mackensen în bazele sale din nordul Bulgariei.

## Bătălia
Atacul a început pe 29 septembrie la 80 de kilometri distanță de la Flămânda, lângă Oltenița, la Zimnicea în direcția flancului de vest al lui Mackensen, cu superioritatea forțelor române în trupe de infanterie și echipament de artilerie. Totuși, încercarea Armatei Române de a trece Dunărea a fost încetinită de Flotila Dunăreană a Marinei Imperiale Austro-Ungare.
Pe 1 octombrie, două divizii române trec Dunărea la Flămânda și construiesc un cap de pod de 14 km lățime și 4 km adâncime. În aceeași zi, diviziile unite române și ruse atacă frontul Dobrogean cu puțin succes. În noaptea dintre 1 și 2 octombrie o furtună puternică produce mari distrugeri podului de vase pe care forțele române îl foloseau pentru trecerea Dunării. Eșecul de a sparge frontul dobrogean, culminând cu lupta infanteriei în vecinătatea Flămândei pe 3 octombrie, îl face pe generalul Averescu să anuleze întreaga operațiune și să își concentreze forțele pentru a lansa o contraofensivă la ofensiva Puterilor Centrale din Transilvania.

## Urmare
Dunărea rămâne o barieră pentru operațiunile militare până ce jumătate din armata lui Mackensen o traversează la sfârșitul lui noiembrie 1916.

## Imagini

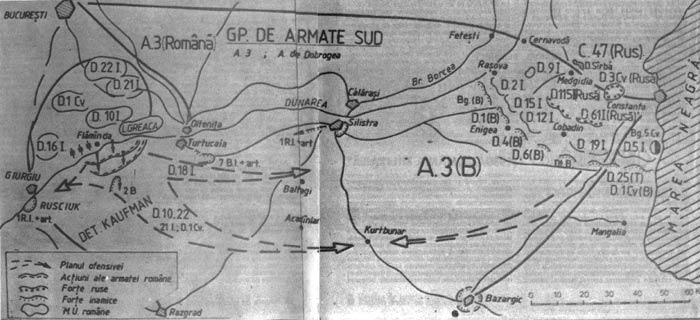
Harta Ofensivei Flămânda
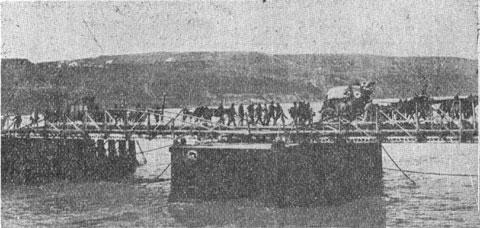
Convoi de trăsuri din Divizia a 10-a trecând Dunărea la Flamânda